# Ernest Hart
Ernest Arthur Hart (Overseal, 3 gennaio 1902 – 21 luglio 1954) è stato un calciatore inglese, di ruolo centrocampista.

## Carriera

### Club
Ha sempre giocato nel campionato inglese, vestendo per 16 anni la maglia del Leeds.

### Nazionale
Ha vestito la maglia della Nazionale inglese tra il 1928 e il 1934, collezionando 8 presenze.

## Palmarès

### Club

#### Competizioni nazionali
- Community Shield: 1

Professionisti: 1929
- Campionato inglese di seconda divisione: 1

Leeds Utd: 1923-1924